# 小行星1842
小行星1842（1842 Hynek）是一颗围绕太阳公转的小行星。1972年1月14日，盧波什·科胡特克在汉堡发现了此天体。
該小行星以科胡特克的父親海涅克·科胡特克（Hynek Kohoutek）命名。
这颗小行星的绝对星等为125.7922279667544等。